# Аждаха (башкирская мифология)
Аждаха (тат. ajdaha, аждаһа, баш. ajdaha, аждаһа, чув. аçтаха, крымскотат. ajderha, каз. айдаһар, аждаһа, узб. ajdar, ajdarho, азерб. əjdaha, тур. ejder, ejderha — дракон) — персонаж тюркской мифологии, злой демон в форме змея или дракона. Происходит от Заххака древнеиранской мифологии. Его особенность – превращение в людей и предметы.

## История
Образ Аждахи появился в древнетюркской мифологии в эпоху зороастризма. Сегодня встречается в мифологии тюркских и иранских народов Среднего Поволжья, Приуралья, Малой и Средней Азии, Казахстана, Западной Сибири и Северного Кавказа. Согласно «Авесте», змей Ажи-Дахака убил царя Йиму, установив тысячелетнее царствование зла. Этот сюжет сохранился в мифологии татар, башкир, казахов и некоторых других народов. В сасанидскую эпоху этот персонаж олицетворял врагов иранцев — тюрков.

## Татаро-башкирская мифология
Первое упоминание Аждахи у татар зафиксировано в поэме Сайфа Сараи. 
Аждаха — частый герой сказок. В большинстве случаев изображается как исполинский змей. В зависимости от сюжета Аждаха может быть крылатым, огнедышащим и многоголовым (3, 5, 7, 9 и 12 голов). Существует поверье, что змей, проживший сто лет, превращается в Аждаха, проживший тысячу (иногда две тысячи) лет, — в Юху. Змеи постарше принимают облик красивого юноши или девушки.
Аждаха связан с водной стихией и обычно обитает возле рек, озер, болот или морей. В некоторых сюжетах люди обязаны принести ему в жертву девушку, чтобы он разрешил пользоваться водой из источника.
Еще один популярный сюжет: Аждаха регулярно совершает нападения на города и царства. Чтобы откупиться, жители приносят в жертву чудовищу непорочных дев. Дочь падишаха, которую отдают Аждахе в последнюю очередь, спасает внезапно появившийся герой, он убивает Аждаху и женится на царевне.
Ещё одно свойство Аждахи – некоторые части тела Аждахи продолжают жить и действовать после смерти самого Аждахи. Например, в сказке «Аучы» («Охотник») два зуба убитого Аждахи умерщвляют героя сказки во сне.
В некоторых сказках тучи уносят убитого Аждаху на гору Каф.

## Чувашская мифология
Асьтаха показывается иногда ночью в виде внезапно вспыхивающего света. Способен принимать облик человека. В этом случае он ходит по ночам к женщинам и распутничает с ними вплоть до утра. К женщине асьтаха является в виде её мужа, но он похож на него только спереди: зад у него, как у барана; по этому признаку его и можно узнать. Однажды повадившись к какой-либо женщине, он ходит к ней каждую ночь и насилует её до тех пор, пока она не умрет. Чтобы избавиться от асьтахи, в него, летящего по воздуху, стреляют из ружья — он пугается и больше не осмеливается прийти. Можно отучить его также еще и следующим образом: муж надевает на себя одежду жены и ложится на её постель. Когда ночью приходит асьтаха, муж встает и бьет его бичом, после чего дракон не осмеливается больше приходить.
Иногда в деревню прилетают несколько асьтах, садятся на крыши домов и играют. Если какая-нибудь женщина очень долго убивается после смерти мужа, асьтаха является к ней по ночам в виде покойного мужа и спит с ней. Спускается он обычно по трубе и распутничает с женщиной до тех пор, пока она не иссохнет. К мужу, оплакивающему свою жену, асьтаха является в виде его покойной жены и так же поступает с ним.
Асьтаха имеет аналоги в мифологиях многих народов (См. Дракон). Название восходит к древнеиранскому Ажи-Дахака (ср. перс. ezderha или ezdeha — «дракон, змий»).
Во многих местах асьтаху отождествляют с вереселенем.

## В эпосе «Урал-батыр» и «Акбузат»
По сюжету эпоса «Урал-батыр», его главный герой Урал-батыр борется за счастье людей с нечистью, со злыми силами природы, в том числе и с аждахой по имени Кахкаха (родственное слово ҡәһ — колдун, ҡәһәр — проклятия) (баш. Ҡәһҡәһә).

Слышал я — недалеко отсюда

Есть страна Аждаха-змея,
Падишах там по имени Кахкахи

Жил, волшебной палкой владея.
Она, при желании, огнём вспыхнет,
А если надо — водой разольется
Или поднимет такие ветры,
Что страшнее, чем ураганы.
Но вот, я слышал, неизвестно откуда
Какой-то егет к нему заявился,
Урал-батыром объявился
И не то лестью, не то обманом
Похитил эту волшебную палку

И назвал себя падишахом…— Урал-батыр — Библиотека всемирной литературы